# Carreira (Santo Tirso)
Carreira é uma povoação portuguesa do Município de Santo Tirso que foi sede da extinta Freguesia de Carreira, freguesia que tinha 3,45 km² de área e 1110 habitantes (2011), e, por isso, uma densidade populacional de 371,2 h/km².
A Freguesia de Carreira foi extinta (agregada) em 2013, no âmbito de uma reforma administrativa nacional, para, em conjunto com Refojos de Riba de Ave, formar uma nova freguesia denominada União das Freguesias de Carreira e Refojos de Riba de Ave.

## População
| População da freguesia de Carreira | População da freguesia de Carreira | População da freguesia de Carreira | População da freguesia de Carreira | População da freguesia de Carreira | População da freguesia de Carreira | População da freguesia de Carreira | População da freguesia de Carreira | População da freguesia de Carreira | População da freguesia de Carreira | População da freguesia de Carreira | População da freguesia de Carreira | População da freguesia de Carreira | População da freguesia de Carreira | População da freguesia de Carreira |
| ---------------------------------- | ---------------------------------- | ---------------------------------- | ---------------------------------- | ---------------------------------- | ---------------------------------- | ---------------------------------- | ---------------------------------- | ---------------------------------- | ---------------------------------- | ---------------------------------- | ---------------------------------- | ---------------------------------- | ---------------------------------- | ---------------------------------- |
| 1864                               | 1878                               | 1890                               | 1900                               | 1911                               | 1920                               | 1930                               | 1940                               | 1950                               | 1960                               | 1970                               | 1981                               | 1991                               | 2001                               | 2011                               |
| 470                                | 402                                | 437                                | 466                                | 522                                | 561                                | 646                                | 712                                | 757                                | 780                                | 764                                | 865                                | 992                                | 982                                | 1 110                              |

No censo de 1940 figura como Santiago da Carreira
| Distribuição da População por Grupos Etários | Distribuição da População por Grupos Etários | Distribuição da População por Grupos Etários | Distribuição da População por Grupos Etários | Distribuição da População por Grupos Etários | Distribuição da População por Grupos Etários | Distribuição da População por Grupos Etários | Distribuição da População por Grupos Etários | Distribuição da População por Grupos Etários | Distribuição da População por Grupos Etários |
| -------------------------------------------- | -------------------------------------------- | -------------------------------------------- | -------------------------------------------- | -------------------------------------------- | -------------------------------------------- | -------------------------------------------- | -------------------------------------------- | -------------------------------------------- | -------------------------------------------- |
| Ano                                          | 0-14 Anos                                    | 15-24 Anos                                   | 25-64 Anos                                   | > 65 Anos                                    |                                              | 0-14 Anos                                    | 15-24 Anos                                   | 25-64 Anos                                   | > 65 Anos                                    |
| 2001                                         | 161                                          | 137                                          | 561                                          | 123                                          |                                              | 16,4%                                        | 14,0%                                        | 57,1%                                        | 12,5%                                        |
| 2011                                         | 164                                          | 117                                          | 654                                          | 175                                          |                                              | 14,8%                                        | 10,5%                                        | 58,9%                                        | 15,8%                                        |

Média do País no censo de 2001:  0/14 Anos-16,0%; 15/24 Anos-14,3%; 25/64 Anos-53,4%; 65 e mais Anos-16,4%
Média do País no censo de 2011:   0/14 Anos-14,9%; 15/24 Anos-10,9%; 25/64 Anos-55,2%; 65 e mais Anos-19,0%

## Património
- Quinta da Manguela e sua capela anexa.
- Igreja Matriz de Santiago da Carreira
- Estrada Romana

## Desporto
- A.D.R. Santiaguense